# Obični bor
Obični bor ili bijeli bor (lat. Pinus sylvestris) je crnogorično drvo iz porodice Pinaceae.

## Rasprostranjenost
Raste u širokom području Europe i Sjeverne Azije,  od zapadne Europe do istočnog Sibira, juga do Kavkaza i Anatolije, te sjevera do unutar Arktičkog kruga u Fennoscandiji. Na sjeveru svog područja javlja se od razine mora do 1,000 m/nm, dok je na jugu svog područja planinsko stablo, koje raste na 1,200–2,600 m/nm. Lako se prepoznaje po kombinaciji prilično kratkih, plavo-zelenih listova i narančasto-crvene kore. U Hrvatskoj je autohtona vrsta drveća u području viših mezofitskih šuma.
Ova vrsta se uglavnom nalazi na siromašnijim, pjeskovitim tlima, kamenjarima, tresetnim močvarama ili blizu šumske granice. Na plodnim mjestima, bijeli bor nadmašuju druge vrste drveća, obično smreka ili širokolisno drveće.
Bijeli bor jedini je bor porijeklom iz sjeverne Europe, koji tvori ili čiste šume, ili je pomiješan s norveškom smrekom, običnom borovicom, brezom, planinskom jarebikom, jasikom i ostalim vrstama tvrdog drveta. U srednjoj i južnoj Europi javlja se s brojnim dodatnim vrstama, uključujući europski crni bor, planinski bor, moliku i švicarski bor. U istočnom dijelu svog područja, među ostalim, javlja se sa sibirskim borom.

#### Britanski otoci
Ova se vrsta proširila Britanskim otocima nakon Posljednjeg ledenog maksimuma.
Evidencija peludi pokazuje da je bor bio prisutan lokalno u južnoj Engleskoj prije 9000 godina ušavši iz sjeveroistočne Francuske i da se proširio čak sjeverno do Okruga Lake i North Pennines 500 godina kasnije.
Bio je prisutan u Irskoj prije više od 8.800 godina, ali u to je vrijeme bio odsutan iz Walesa, što sugerira da je bijeli bor u Irskoj imao zasebno iberijsko podrijetlo ili je sadržavao preživjele populacije, iako nedostaju dokazi o njegovom preživljavanju. Bor se proširio u Škotsku između 8.000 i 8.500 godina ili iz neovisnog utočišta, iz Skandinavije (preko Doggerlanda) ili iz Irske. Kako se klima zagrijavala, izumro je s većine Britanskih otoka prije otprilike 5.500 godina, osim u Škotskoj i Kielderu u Engleskoj. 
Irska i zapadno škotska populacija prošla je kroz ogroman pad prije oko 4.000 godina, što je u konačnici dovelo do izumiranja irske populacije prije između 2.000 i 1.000 godina. Zamijenilo ga je veliko područje u zapadnoj Škotskoj i Irskoj, iako razlozi njegovog propadanja i izumiranja u Engleskoj nisu jasni, ali na njega su možda utjecale ljudske aktivnosti. 
U Britaniji se sada prirodno javlja samo u Škotskoj. Povijesni i arheološki zapisi ukazuju da se to događalo i u Walesu i Engleskoj do prije otprilike 300–400 godina, a tamo je izumrlo zbog pretjeranog iskorištavanja i ispaše; no ponovno je uveden u tim zemljama. Slično povijesno izumiranje i ponovno uvođenje odnosi se na Irsku, Dansku i Nizozemsku. Je li uistinu izumrlo u Engleskoj, nije poznato. Pretpostavlja se da je možda preživio u divljini dovoljno dugo da stabla koja se koriste u uzgoju u Engleskoj potječu iz izvornih (a ne iz uvoznih) izvora. Shakespeare (u Rikardu II.) Bio je upoznat s tom vrstom 1590-ih, kao i Evelyn početkom 1660-ih (Sylva), i to otprilike u vrijeme kad se u Engleskoj smatralo da izumire bijeli bor, ali kada su i zemljoposjednici započeli saditi kao ukras ili za šumarstvene potrebe. 
Škotski bor činio je veći dio kaledonske šume, koja je nekada pokrivala veći dio škotskog visočja. Prekomjerno smanjivanje potražnje za drvetom, požar, prekomjerna ispaša ovaca i jelena, pa čak i namjerno uklanjanje vukova, sve su to faktori propadanja ove nekada velike šume bora i breza. Samo razmjerno male površine (17,000 ha, tek nešto više od 1% od procijenjenih prvotnih 1,5 milijuna ha) ove drevne šume je preostalo, glavni preživjeli ostaci su u šumama Abernethy, Rothiemurchus, Rothiemurchus i Crna šuma Rannochaa. Trenutno su u tijeku planovi za obnavljanje barem nekih područja, a započeli su radovi na ključnim mjestima.
Pored toga, bijeli bor je biljni simbol klana Gregor i predložen je kao nacionalno drvo Škotske.

## Opis
Ovo drvo raste do 35 m visine i 1 m promjera debla, iznimno preko 45 m i 1.7 m promjera debla na vrlo produktivnim mjestima, a najveće zabilježeno drvo je više od 210 godina staro drvo koje raste u Estoniji i visoko je 46.6 m. Drvo obiluje smolom. Ima mnogo formi i geografskih oblika.
Kora je gusta, ljuskasta, izbrazdana, tamno sivosmeđa na donjem deblu, a tanka i narančasta na gornjem deblu i granama, gdje se ljušti u tankim ljuskama. Debla starijih stabala su crvenkasta i tanka, duga, gola i ravna, iznad kojih je zaobljena ili ravna krošnja. Životni vijek je obično 150-300 godina, a najstariji zabilježeni primjeraknje u Laponiji, sjeverna Finska, star 760 godina.
Korijenov sustav ima jaku žilu srčanicu.
Pupovi nisu smolasti. Po obliku su jajasto-valjkasti i zaobljeni. Ljuske su priljubljene s više-manje slobodnim sesastim vrhovima, a duge su 6-2 mm.
Iglice (četine) stoje na kratkim izbojcima po dvije u bjeličastom rukavcu, duge 4 do 8 cm i do 2 mm široke. Gipke su i tanke, šiljate, često blago uvijene (usukane), svijetlosivo-zelene, zelena ili tamnozelene boje. Ostaju na granama 2-3 godine, a na višim nadmorskim visinama i duže.
Cvjetovi su jednospolni. Muški cvjetovi su jajasti, sumpornožuti, do 1 cm dugi, a ženski su u obliku malih smeđih ili crvenih šišarica.
Šišarke (češeri) su svjetlosmeđi ili sivkasti, s izraženom kratkom drškom na kojoj vise. Jajasto-čunjastog su oblika, često asimetrične, 3 do 8 cm duge i 2-3 cm široke, rombična štitića, bez šiljka. Apofiza je ravna ili piramidalno izvučena, s grbicom na vrhu.
Sjeme je tamnosmeđe, 3-4 mm dugo, s 3-4 puta dužim prozirnim kriocetom koje obuhvaća sjeme kao kliještima i od njega se lako odvaja. Sazrijeva u listopadu druge godine, a ispada u proljeće treće godine. Klije s 4 do 8, a najčešće sa 6 supki.
Lako se prepoznaje po kombinaciji prilično kratkih, plavo-zelenih listova i narančasto-crvene kore.

## Ekološka svojstva
Voli puno svjetlosti, što ga ograničava i smanjuje mu konkurentnost prema ostalim vrstama drveća. Prilagodljiv je na ekološke uvjete temperature, vlage i tla. Doživi do 250 godina. Počinje plodonositi između 10-te i 20-te godine na osami, a 20 godina kasnije u sastojini. U mladosti je osjetljiv na snijeg. Dobro podnosi mraz, sušu i zimske studeni i zagađenja.

## Imena
Ostali nazivi koji se ponekad koriste uključuju riški bor, baltički bor, norveški bor i mongolski bor za var. mongolika, "škotski bor " je još jedna varijanta uobičajenog naziva, koja se uglavnom koristi u Sjevernoj Americi. 
U prošlosti (prije 18. stoljeća) ova je vrsta češće bila poznata pod nazivom "škotska jela" ili "škotska jela".
Drvna građa iz nje također se naziva crvena ili žuta.
Drugo je ime, iako rjeđe, europska sekvoja.

## Taksonomija
U botaničkoj je literaturi opisano preko 100 sorti Pinus sylvestris, ali danas su prihvaćene samo tri ili četiri. Razlikuju se samo minimalno u morfologiji, ali s izraženijim razlikama u genetskoj analizi i sastavu smole. Populacije u najzapadnijoj Škotskoj genetski se razlikuju od populacije u ostatku Škotske i sjeverne Europe, ali nedovoljno da bi se izdvojile kao zasebna botanička sorta. Stabla na krajnjem sjeveru područja ranije su se ponekad tretirala kao var. lapponica, ali razlike su kliničke i bez genetske razlike.

## Vanjske poveznice

### Ostali projekti
|  | Zajednički poslužitelj ima stranicu o temi Obični bor    |
|  | Zajednički poslužitelj ima još gradiva o temi Obični bor |
|  | Wikivrste imaju podatke o taksonu običnom boru           |